# Bodzanów (gemeente)
De gemeente Bodzanów is een landgemeente in het Poolse woiwodschap Mazovië, in powiat Płocki.
De zetel van de gemeente is in Bodzanów.
Op 30 juni 2004 telde de gemeente 8394 inwoners.

## Oppervlakte gegevens
In 2002 bedroeg de totale oppervlakte van gemeente Bodzanów 136,81 km², waarvan:
- agrarisch gebied: 74%
- bossen: 17%

De gemeente beslaat 7,61% van de totale oppervlakte van de powiat.

## Demografie
Stand op 30 juni 2004:
| Omschrijving                   | Totaal | Totaal | Vrouwen | Vrouwen | Mannen | Mannen |
| ------------------------------ | ------ | ------ | ------- | ------- | ------ | ------ |
| eenheid                        | aantal | %      | aantal  | %       | aantal | %      |
| inwoners                       | 8394   | 100    | 4224    | 50,3    | 4170   | 49,7   |
| bevolkingsdichtheid (inw./km²) | 61,4   | 61,4   | 30,9    | 30,9    | 30,5   | 30,5   |

In 2002 bedroeg het gemiddelde inkomen per inwoner 1229 zł.

## Aangrenzende gemeenten
Bulkowo, Mała Wieś, Radzanowo, Słubice, Słupno